# پل جیمز
پِل جیمز (انگلیسی: Pell James؛ زادهٔ ۳۰ آوریل ۱۹۷۷) هنرپیشه زن اهل ایالات متحده آمریکا است.
از فیلم‌ها یا برنامه‌های تلویزیونی که در آن نقش داشته می‌توان به وکیل لینکلن، روانپزشک، نعناع تند، کشف‌نشده، در برابر جریان و ماجراهای دکه سمساری اشاره کرد.